# Ceratina perpolita
Ceratina perpolita är en biart som beskrevs av Cockerell 1937. Ceratina perpolita ingår i släktet märgbin, och familjen långtungebin. Inga underarter finns listade i Catalogue of Life.